# Carlo Randaccio
Carlo Randaccio (Genova, 27 ottobre 1827 – Roma, 30 gennaio 1909) è stato un politico e scrittore italiano.

## Biografia
Figlio di Ignazio e di Antonietta Parodi, è nato a Genova. Ha sposato Filippa Gallina ed è morto nella sua abitazione romana in via Cimarra.
È stato capo di gabinetto di Cavour al ministero della Marina (1859-61), poi direttore generale della Marina mercantile e deputato (1872-74).

## Opere
- Le marinerie militari italiane nei tempi moderni (1750-1850). Memorie storiche, Torino, Tip. Artero e Comp., 1864.
- La marina mercantile italiana nel 1878, Roma, Tip. Barbera, 1879.
- La marina mercantile nel 1879, Roma, Tip. Barbera, 1880.
- Storia delle Marine militari italiane dal 1750 al 1860 e della Marina militare italiana dal 1860 al 1870, 2 voll., Roma, Forzani e C., 1886.
- Storia navale universale antica e moderna, 2 voll., Roma, Forzani e C., 1891.
- Dell'idioma e della letteratura genovese; studio seguìto da un Vocabolario etimologico genovese, Roma, Forzani e C. Tipografi del Senato, 1894 (testo in Collegamenti esterni).